# 2-butil-2-etil-1,3-propanodiol
El 2-butil-2-etil-1,3-propanodiol, llamado también 2-etil-2-butil-1,3-propanodiol, es un diol de fórmula molecular C9H20O2. Los dos grupos funcionales hidroxilo (-OH) se encuentran unidos a carbonos primarios en una cadena ramificada de nueve átomos de carbono.

## Propiedades físicas y químicas
El 2-butil-2-etil-1,3-propanodiol es un sólido cristalino blanco que tiene su punto de fusión a 43 °C. Su punto de ebullición es 262 °C (cifra aproximada), mientras que a una presión de 50 mmHg hierve a 178 °C .
Posee una densidad inferior a la del agua, 0,924 g/cm³.
El valor estimado del logaritmo de su coeficiente de reparto, logP ≃  1,8, implica que su solubilidad es mayor en disolventes apolares —como el 1-octanol— que en disolventes polares.
Su viscosidad es de 8,5 mPa, unas nueve veces mayor que la del agua.

## Síntesis y usos
El 2-butil-2-etil-1,3-propanodiol puede sintetizarse haciendo reaccionar formaldehído y 2-etilhexanal en presencia de una sustancia alcalina, como por ejemplo hidróxido de potasio. La mezcla es agitada durante 16 horas a una temperatura comprendida entre 15 °C y 30 °C. El exceso de hidróxido de potasio se neutraliza introduciendo dióxido de carbono gaseoso en la mezcla.
Otra vía de síntesis conlleva la hidrogenación de 2-butil-2-etilpropanodioato de dietilo utilizando óxido de cobre-cromo como catalizador, si bien también se produce 2-hidroximetil-2-etil-caproato de etilo como subproducto.
El 2-butil-2-etil-1,3-propanodiol tiene diversas aplicaciones en la industria de polímeros.
Por ejemplo en los carbamatos de glicidilo —productos utilizados para revestimientos muy flexibles utilizados en electrónica, embalaje, automoción y aviación—, que son el resultado de la reacción entre glicidol y un uretano terminado en isocianato; en la elaboración de este último compuesto es necesario al menos un diol como el 2-butil-2-etil-1,3-propanodiol.
En la industria aeronáutica, compuestos de poliuretano/oligosiloxano utilizan poliésteres que pueden incluir 2-butil-2-etil-1,3-propanodiol en su preparación.
Igualmente, en la de industria de automoción, se han desarrollado espiro-ortosilicatos elaborados a partir de ortosilicato de tetraetilo y este diol.
Asimismo, el 2-butil-2-etil-1,3-propanodiol puede emplearse en la producción de nuevos poliésteres degradables enzimáticamente que presentan menor fragilidad y menor tendencia a cristalizar.
Otros usos de este compuesto son como repelente de insectos —eficaz contra Aedes aegypti y Anopheles quadrimaculatus— y como agente antifúngico y antiséptico capaz de inhibir el crecimiento microbiano en cosméticos.

## Precauciones
Este es un compuesto combustible, cuyo punto de inflamabilidad es 137 °C y su temperatura de autoignición 310 °C.